# Combrit
Combrit (tiếng Breton: Kombrid) là một xã của tỉnh Finistère, thuộc vùng Bretagne, miền tây bắc Pháp.

## Dân số
Người dân ở Combrit được gọi là Combritois.